# Família franciscana

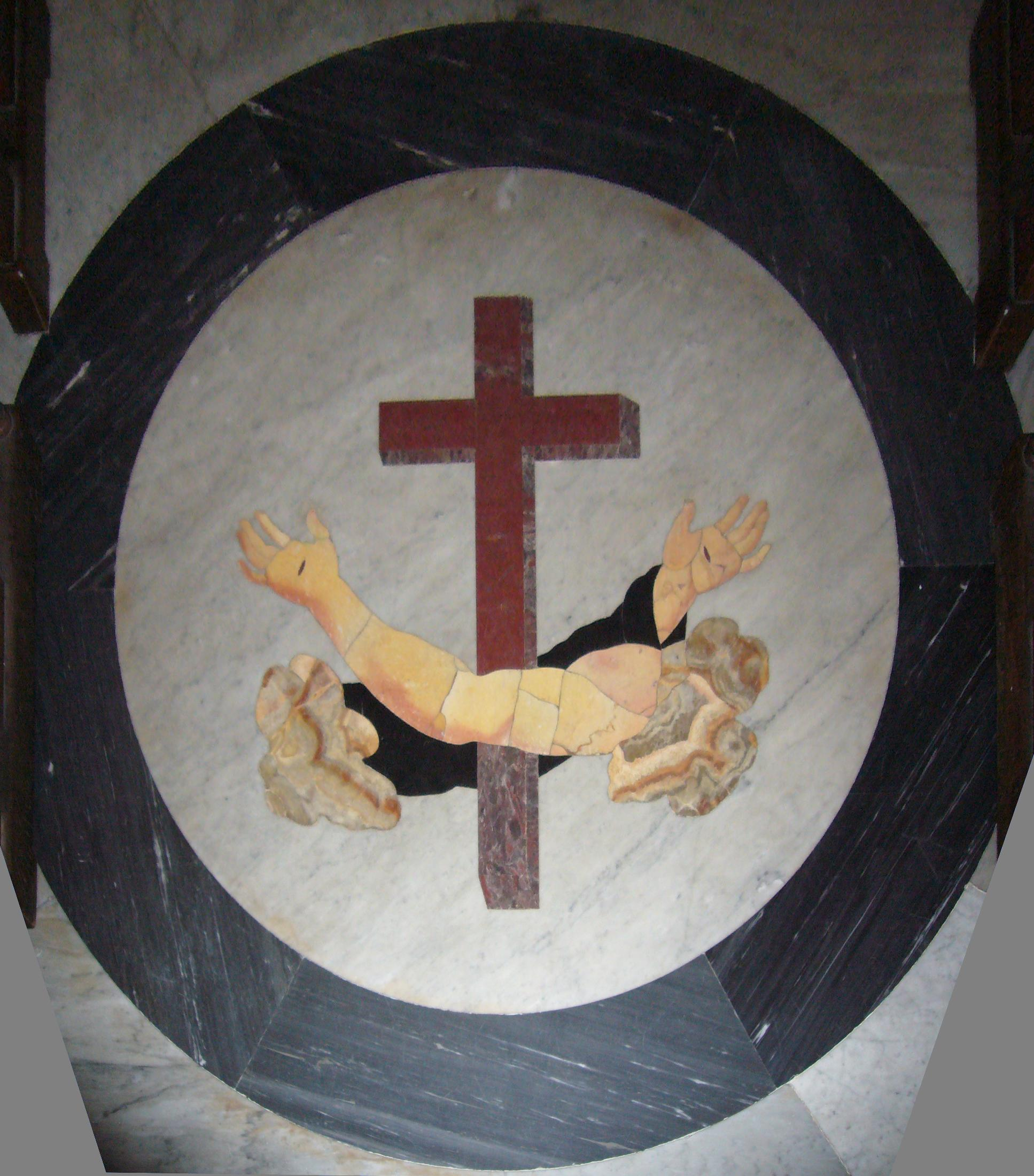
Emblema de la família franciscana: dos braços creuats, un de vestit i un de despullat, sortint d'un núvol amb una creu (mosaic a Santa Dorotea in Trastevere, Roma)

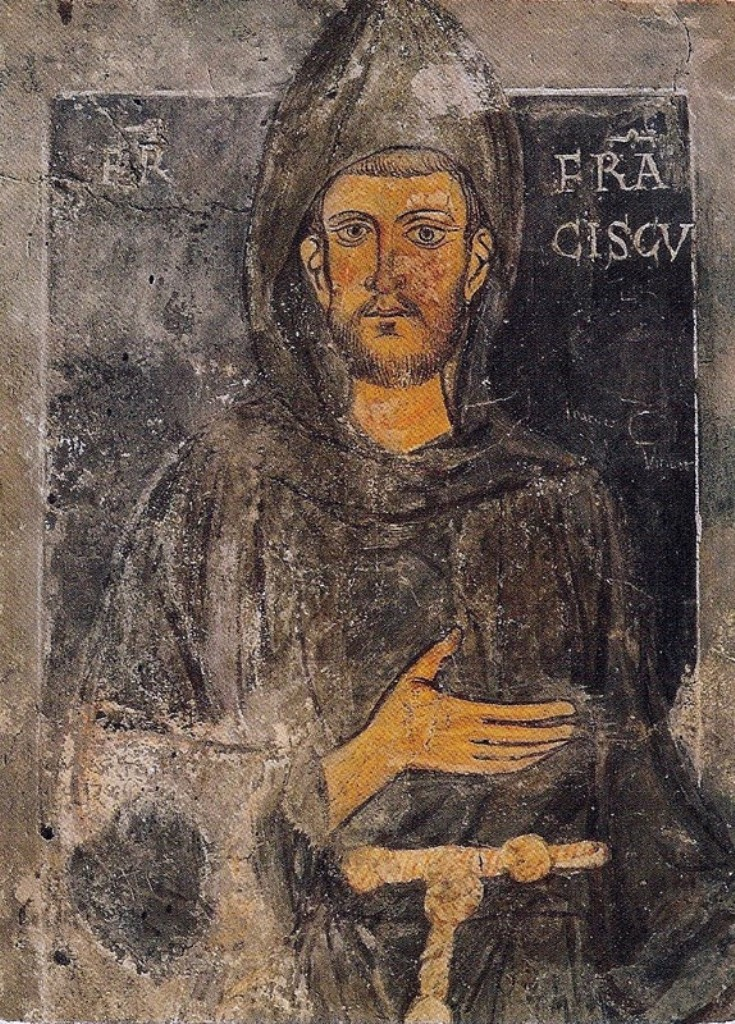
Francesc d'Assís, fundador de l'orde dels frares menors. Aquest és el retrat més antic conegut del sant, que es remunta a la retirada de Sant Francesc a Subiaco (1223–1224)

S'anomena família franciscana al conjunt de grups i comunitats catòlics --instituts de vida consagrada (ordes i congregacions) i grups de seglars-- que segueixen alguna de les regles inspirades per Sant Francesc d'Assís. També existeixen diversos ordres franciscans protestants més petits, sobretot en les tradicions anglicanes i luteranes. Encara que impròpiament, també són coneguts, genèricament, com a franciscans.
Tots tenen el seu origen en l'orde mendicant fundat per aquest sant l'any 1208. Els membres d'aquesta família tenen la pobresa com a eix de la vida de cada persona i de la comunitat com a tal. Això ha estat causa, al llarg dels segles, de molts moviments de reforma i d'escissió, que han donat origen a diferents branques i ordes que, en algun cas, s'han separat de l'orde originari: la majoria són reformes de l'orde franciscà, que havien de conduir a una aplicació més rigorosa de la regla, d'acord amb el seu esperit fundacional. 
- Vegeu la història de la fundació a Franciscans Conventuals
- Vegeu les diferents escissions a Reformes de l'orde franciscà

## Composició i denominacions

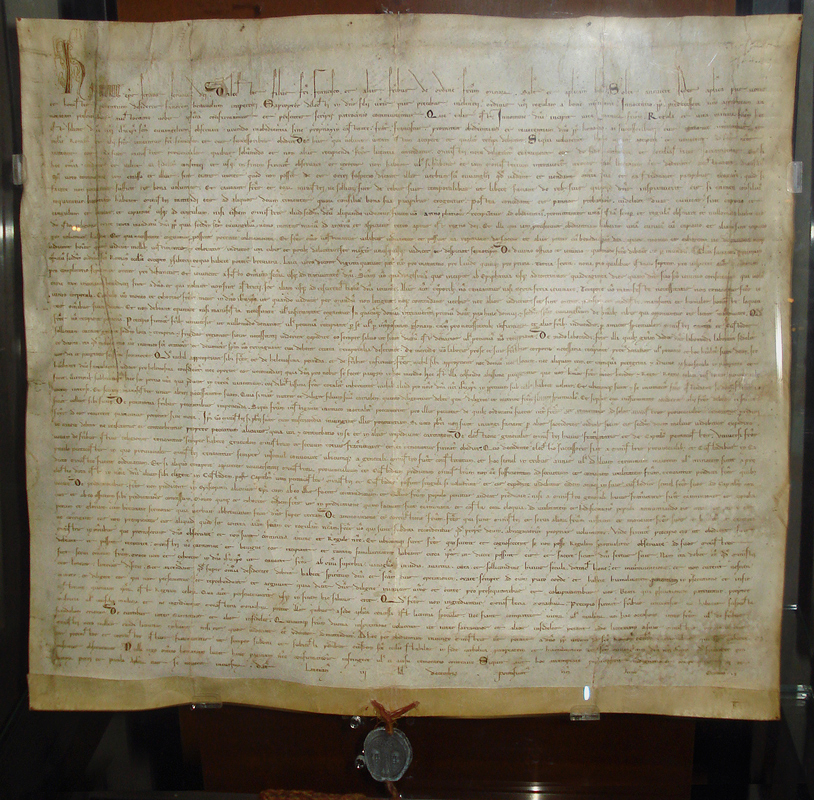
Regula bullata, la regla confirmada per Honori III

La família franciscana és composta per tres ordes bàsics:

### Primer orde
L'orde primer (Ordo Fratrum Minorum o Orde dels Frares Menors) és un orde mendicant masculí, els membres del qual són, estrictament, els anomenats franciscans. Les diferents reformes han fet que, actualment, els frares estiguin dividits en tres ordes, totes amb la mateixa regla, però amb constitucions i govern diferents: 
- Frares Menors Conventuals, també coneguts com a conventuals i, en general, franciscans: són el tronc original de l'orde fundat el 1209 i la continuen; fins al 1517, era l'únic orde religiós, que comprenia les congregacions reformades existents.
- Frares Menors, escindida el 1517 i en els que s'integraren els Frares Menors Observants (moviment reformat sorgit a mitjan segle XIV) i les seves reformes: alcantarins, franciscans descalços, etc., sorgides, sobretot, durant els segles XV i XVI. En 1517 les diferents reformes formaren un orde separat sota una direcció diferent a la dels conventuals. El 1897, Lleó XIII reunificà els diferents ordes reformats i observants sota el nom actual, Orde de Frares Menors, que, de fet, és el de l'orde original.[4]
- Frares Menors Caputxins, originats cap al 1520-1525 com a orde reformat i independent des de llavors.[4][5]

### Segon orde
L'orde segon (Ordo Sanctae Clarae' o Orde de Santa Clara), femení, és format únicament per monges religioses, especialment clarisses i concepcionistes. Per haver estat fundat per Santa Clara d'Assís, són habitualment conegudes com a clarisses. També tenen diverses branques que no constitueixen ordes separats:
- - Clarisses Urbanistes, el grup originari, amb la regla franciscana original però modificada el 1263 pel papa Urbà IV
  - Clarisses Coletines, reforma observant de Santa Coleta de Corbie, el 1406
  - Clarisses Caputxines, procedents de la reforma observant de Maria Llorença Llong de Nàpols de 1535
  - Clarisses Reformades fundades el 1631
  - Clarisses Descalces Alcantarines sorgides de la reforma de Sant Pere d'Alcántara el 1637.

Amb estatuts propis hi ha les: Clarisses Farnesianes (Farnese, 1638), Clarisses Redemptoristes, Clarisses de la Divina Providència (Gràcia, Barcelona, 1849) i Clarisses del Santíssim Sagrament o Sagramentines (Troyes, 1854).
Afins a l'orde i formant part de la família clarissa, però com a ordes diferents, hi ha:
- Concepcionistes Franciscanes (Toledo, 1484)
- Anunciates fundades a Bourges el 1502 per santa Joana de Valois
- Iesu Communio (La Aguilera, 2010).

### Tercer orde
El tercer ordre està format per seglars d'ambdós sexes i per preveres diocesans coneguts com a franciscans seglars. També comprèn diverses agrupacions:
- L' Orde Franciscà Seglar (OFS), fins al 1978 Venerable Orde Tercer de Sant Francesc o Tercer Orde Franciscà, els membres del qual viuen els ideals franciscans en la vida quotidiana, fora de la regulació dels instituts religiosos
- El Tercer Orde Regular de Sant Francesc (TOR), els membres del qual viuen en comunitats sota vots religiosos tradicionals.
- La Joventut Franciscana (Gi.Fra.).

A banda, s'han creat altres comunitats també inspirades en l'espiritualitat franciscana, com els Frares Franciscans de la Immaculada o els Frares Menors Renovats.
L'Anuari Pontifici del 2013 dona les següents xifres dels ordes franciscans masculins:
- Orde dels Frares Menors (OFM): 2.212 comunitats; 14.123 membres; 9.735 sacerdots
- Orde Franciscana dels Frares Menors Conventuals (OFM Conv.): 667 comunitats; 4.289 membres; 2.921 sacerdots
- Orde Franciscana dels Frares Menors Caputxins (OFM Cap.): 1.633 comunitats; 10.786 membres; 7.057 sacerdots
- Tercer Orde Regular de Sant Francesc (TOR): 176 comunitats; 870 membres; 576 sacerdots

L'escut que és un símbol universal de la família franciscana "conté la creu Tau, amb dos braços creuats: la mà dreta de Crist amb la ferida del clau i la mà esquerra de Francesc amb la ferida dels estigmes".

## Història

### Els inicis

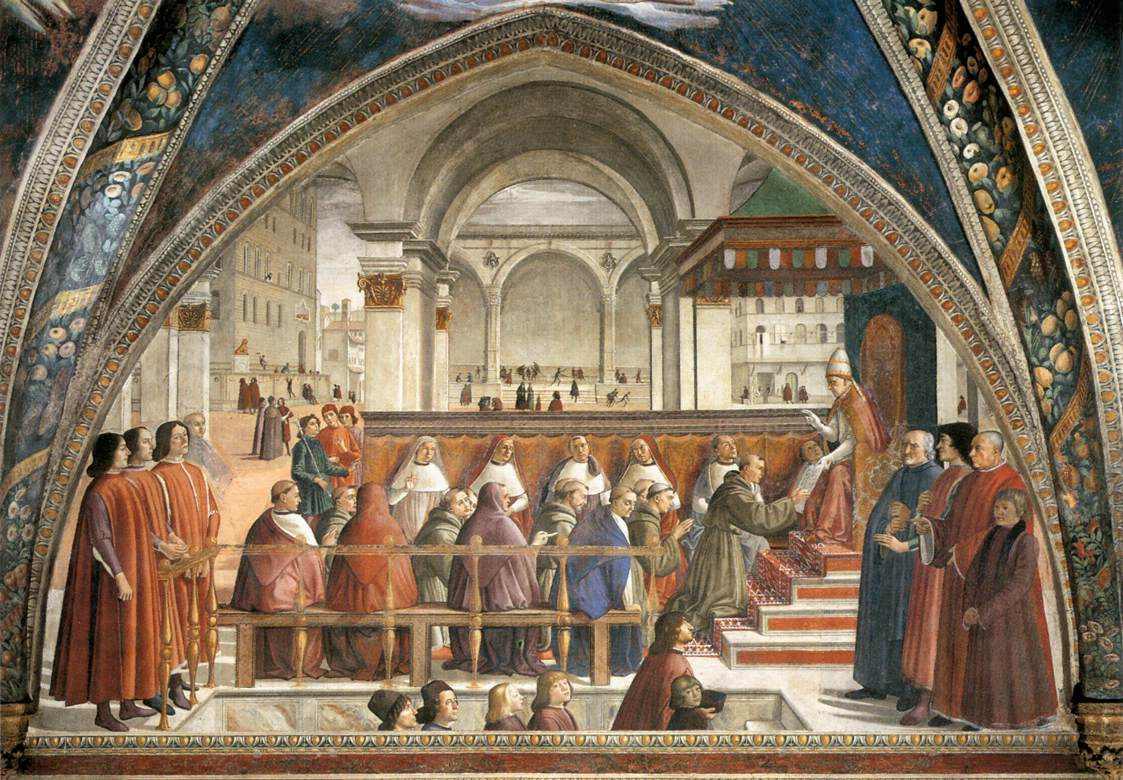
La confirmació de la regla franciscana de Domenico Ghirlandaio (1449–1494), Capella Sassetti, Florència

Un sermó que va escoltar Francesc l'any 1209 sobre Mt 10:9 li va causar tanta impressió que va decidir dedicar-se totalment a una vida de pobresa apostòlica. Vestit amb una roba aspra, descalç, i, després d'escoltar el precepte evangèlic, sense bàcul ni cartera, va començar a predicar el penediment.
Aviat es va unir a ell un destacat compatriota, Bernat de Quintavalle, que va aportar tot el que tenia al mateix objectiu, i altres companys, que en un any van arribar al nombre d'onze. Els germans vivien a la colònia de leprosos abandonada de Rivo Torto prop d'Assís; però passaven gran part del seu temps viatjant pels districtes muntanyosos d'Úmbria, sempre alegres i plens de cançons, però deixant una gran impressió als seus oients amb les seves exhortacions sinceres. La seva vida va ser extremadament ascètica, tot i que sembla que aquestes pràctiques no estaven prescrites per la primera regla que Francesc els va donar (probablement ja l'any 1209) que sembla que no era gaire més que una col·lecció de passatges bíblics que emfatitzaven el deure de la pobresa.
Malgrat algunes similituds entre aquest principi i algunes de les idees fonamentals dels seguidors de Valès de Lió, la confraria d'Assís va aconseguir l'aprovació del papa Innocenci III. El que sembla haver impressionat primer el bisbe d'Assís, Guido, després el cardenal Giovanni di San Paolo i finalment el mateix Innocent, va ser la seva total lleialtat a l'Església i al clergat. Innocenci III no només va ser el papa que va regnar durant la vida de sant Francesc d'Assís, sinó que també va ser el responsable d'ajudar a construir l'església que Francesc estava cridat a reconstruir. Innocenci III i el IV Concili del Laterà van contribuir a mantenir l'església a Europa. Probablement, Innocenci va veure en ells una possible resposta al seu desig d'una força de predicació més ortodoxa per contrarestar l'heretgia. Moltes llegendes han sorgit al voltant de l'audiència decisiva que Francesc va mantenir amb el papa. El relat realista de Mateu de París, segons el qual el papa va enviar originàriament el sant senzil a cuidar porcs, i només reconeixia el valor de la seva presta obediència, té, malgrat la seva improbabilitat, un cert interès històric, ja que mostra l'antipatia natural de l'antic monaquisme benedictí als ordes mendicants plebeus. El grup va ser tonsurat i Francesc va ser ordenat diaca, el que li va permetre proclamar passatges de l'Evangeli i predicar a les esglésies durant la missa.

### Últims anys de Francesc

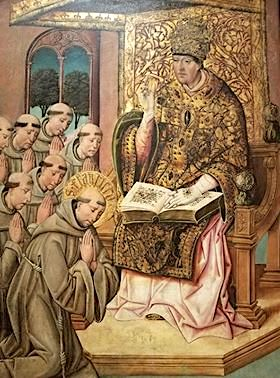
El papa Honori III aprovant la regla de Sant Francesc d'Assís, Bartolomé del Castro, c. 1500 (Museu d'Art de Filadèlfia)

Francesc va haver de patir els problemes interns i la transformació de la constitució original de la confraria en un orde regular sota estricte supervisió de Roma. Exasperat per les demandes de dirigir una Orde creixent i conflictiva, Francesc va demanar ajuda a Honori III el 1219. El papa li va assignar el cardenal Ugolino com a protector de l'orde. Francesc es va resignar al funcionament diari de l'orde en mans d'altres, però va conservar l'autoritat per redigir la regla, que va acabar el 1221 que va revisar i aprovar el 1223. Després de 1221 aproximadament, el dia a dia de l'orde estava en mans del germà Elies de Cortona, un frare capaç que seria elegit cap dels frares pocs anys després de la mort de Francesc (1232) però que va despertar molta oposició pel seu estil de lideratge autocràtic. Va projectar i construir la Basílica de Sant Francesc d'Assís on està enterrat Francesc d'Assís, edifici que inclou el convent Sacro Convento, que al segle XXI es manté com a centre espiritual de l'Orde.
Els èxits externs dels germans, que s'explicaven als capítols generals anuals, encoratjaven Francesc. El primer provincial alemany, Caesarius Speyer, defensor zelós de l'estricte principi de pobresa del fundador, va començar l'any 1221 a Augsburg, amb vint-i-cinc companys, per estendre l'Orde a la terra regada pel Rin i el Danubi. El 1224 Agnel de Pisa va dirigir un petit grup de frares a Anglaterra. La branca de l'Orde que arribava a Anglaterra va ser coneguda com els "frares grisos". Començant des de Canterbury, la capital eclesiàstica, es van traslladar a Londres, la capital política, i Oxford, la capital intel·lectual. A partir d'aquestes tres bases, els franciscans es van expandir ràpidament per abraçar les principals ciutats d'Anglaterra.

#### Dissensions
La controvèrsia sobre de quina manera es va seguir la vida evangèlica de pobresa, que es va viure durant els tres primers segles de la història franciscana, va començar en vida del fundador. Els germans ascetes Mateu de Narni i Gregori de Nàpols, un nebot del cardenal Ugolino, eren els dos vicaris generals als quals Francesc havia confiat la direcció de l'orde durant la seva absència. En un capítol van defensar normes més estrictes pel que fa al dejuni i la recepció de l'almoina, que s'allunyaven de l'esperit de la regla original. Francesc va trigar poc, al seu retorn, a suprimir aquesta tendència insubordinada, però va tenir menys èxit respecte a un altre comportament de naturalesa oposada que va sorgir aviat. Elies de Cortona va originar un moviment davant del creixement de l'Orde per adaptar-lo a un sistema de jerarquia que s'oposava a les nocions originals del fundador i va contribuir a provocar els successius canvis en la regla ja descrita. Francesc no estava sol en oposició a aquesta tendència laxa i secularitzadora. Al contrari, la part de l'orde que es va aferrar a les seves opinions originals i després de la seva mort va prendre el seu "Testament" per a la seva guia, són els coneguts com a observants o Zelanti, i eren si fa no fa el mateix númeor de religiosos que els seguidors d'Elies.

#### Terra Santa
Després d'una intensa activitat apostòlica a Itàlia, l'any 1219 Francesc va anar a Egipte amb la Cinquena Croada per anunciar l'Evangeli als sarraïns. Es va reunir amb el sultà Malik al-Kamil, iniciant un esperit de diàleg i comprensió entre el cristianisme i l'islam. La presència franciscana a Terra Santa va començar l'any 1217, quan es va establir la província de Síria, amb el germà Elies com a ministre. El 1229 els frares tenien una petita casa prop de la cinquena estació de la Via Dolorosa. L'any 1272 el sultà Bàybars va permetre que els franciscans s'instal·lessin al Cenacle a la muntanya de Sió. Més tard, l'any 1309, també es van instal·lar al Sant Sepulcre i a Betlem. El 1335 el rei de Nàpols Robert d'Anjou (italià: Roberto d'Angiò) i la seva dona Sança de Mallorca van comprar el Cenacle i el van donar als franciscans. El papa Climent VI per les Butlles Gratias agimus i Nuper charissimae (1342) va declarar els franciscans com a custodis oficials dels Sants Llocs en nom de l'Església Catòlica.
La Custòdia Franciscana de Terra Santa segueix vigent avui dia.